# دعيج (اسم)
دعيج هو اسم علم مذكر من أصل عربي، ومعناه هو شديد سواد العين مع صدعتها وشدة بياضها.

## شخصيات تحمل الاسم
- دعيج الخليفة الصباح (10 فبراير 1971 – )
- دعيج الشمري (سياسي كويتي)
- دعيج بن خليفة بن محمد آل خليفة (1938 – 1 أغسطس 2001)
- دعيج بن سلمان بن أحمد آل خليفة (1953 – )
- دعيج عدنان أحمد (لاعب كرة قدم بحريني، 10 ديسمبر 1995 – )
- دعيج ناصر (لاعب كرة قدم بحريني، 18 يناير 1983 – )

## وصلات خارجية
- موسوعة السلطان قابوس لأسماء العرب نسخة محفوظة 5 أبريل 2019 على موقع واي باك مشين.